# Matthew Arthur, 1. Baron Glenarthur

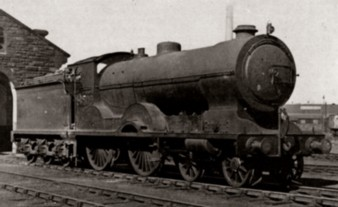
Die Dampflokomotive Lord Glenarthur wurde nach dem Chairman der G&SWR benannt

Matthew Arthur, 1. Baron Glenarthur (* 9. März 1852; † 23. September 1928), von 1903 bis 1918 Sir Matthew Arthur, 1. Baronet, war ein schottischer Geschäftsmann und Peer.

## Familie und Titel
Arthur war der Sohn von James Arthur aus Carlung in Ayrshire und Barshaw in Renfrewshire, dem Gründer des Kleidungs-Einzelhandelsunternehmens Arthur & Co. Seine Mutter war Jane Glen, eine Tochter des Thomas Glen aus Thornhill in Renfrewshire. Er hatte drei Brüder. Arthur heiratete 1876 Janet McGrigor, die Tochter von Alexander Bennett McGrigor. Aus der Ehe gingen zwei Söhne hervor. Am  10. Januar 1903 wurde Arthur  als Baronet, of Carlung in the County of Ayr geadelt. 27. Juni 1918 wurde er als Baron Glenarthur, of Carlung in the County of Ayr Peer und Mitglied im House of Lords. Der Titel der Baronie kam als Matronym und Patronym vom Geburtsnamen seiner Mutter und dem Nachnamen seines Vaters zustande.

## Unternehmertum
Nach seinem Studium der Rechtswissenschaften an der University of Glasgow, wo er zum Doktor der Rechte promoviert wurde, stand Arthur als Chairman dem Familienunternehmen Arthur and Co, der Lochgelly Iron and Coal Company und der Glasgow and South Western Railway Company (G&SWR) vor.

## Sonstiges Engagement
Neben seinem Engagement als Unternehmer war Arthur auch Mitglied der Royal Company of Archers. Darüber hinaus war er als Friedensrichter und als Vertreter des Lord Lieutenant in Ayrshire und in Glasgow tätig und leitete die Western Infirmary, ein Lehrkrankenhaus in Glasgow.